# Dumosh
Dumosh (in albanese Dumosh; in serbo Думош?, Dumoš), è un villaggio del Kosovo che si trova nel comune di Podujevë (Distretto di Pristina).
Dumosh ha 1.207 abitanti.